# I Hear Black
I Hear Black — шестой студийный альбом американской трэш-метал группы Overkill, выпущенный 9 марта 1993 года на лейбле Atlantic Records.

## Об альбоме
Спродюсированный Алексом Периэласом (Anthrax, Testament), I Hear Black был первым альбомом Overkill, выпущенным напрямую на Atlantic Records. Альбом представляет собой изменение музыкального стиля с высокотемпового трэш-метала, присущего предыдущим работам группы, на грув-метал. Результатом стал металлический альбом, который был намного мрачнее. Европейский этап тура «World of Hurt Tour» 1993 года включал Savatage в качестве группы поддержки. Музыкальное видео было сделано для трека «Spiritual Void», но оно мало транслировалось из-за упадка металла в мейнстриме в те времена. Этот альбом и W.F.O. были переизданы на лейбле Wounded Bird Records в 2005 году.
В начале вспомогательного тура группа отыграла восемь песен с альбома вживую. Тем не менее, песни были быстро исключены из сет-листа, и ни одна из них не исполнялась с 2002 года.

## Реакция
Джейсон Андерсон из AllMusic дал положительный отзыв на альбом, наградив его тремя звездами из пяти и заявив: «Выпустив, пожалуй, самую лучшую, самую музыкальную запись в и без того значительной трэш-металлической карьере группы в 1991 году, Overkill выпустили вслед за Horrorscope I Hear Black в 1993 году, чуть более плотную, амбициозную запись, и первую для группы запись для Atlantic Records». Затем Андерсон добавил: «Хотя это не важный релиз для своего жанра или даже для группы, I Hear Black по-прежнему остается респектабельным пост-трэш-предложением».
I Hear Black был одним из самых успешных альбомов Overkill, дебютировав на 122 месте в чарте Billboard 200. Альбом также дал Overkill их самую высокую позицию в чарте Billboard Heatseekers, достигнув пика на третьем месте.

## Список композиций
Все песни написаны Бобби Эллсвортом и Д. Д. Верни, за исключением отмеченных.
| №                   | Название                  | Автор(ы)                     | Длительность |
| ------------------- | ------------------------- | ---------------------------- | ------------ |
| 1.                  | «Dreaming in Columbian»   | Эллсворт / Верни / Гант      | 4:00         |
| 2.                  | «I Hear Black»            |                              | 5:37         |
| 3.                  | «World of Hurt»           |                              | 5:19         |
| 4.                  | «Feed My Head»            |                              | 5:36         |
| 5.                  | «Shades of Grey»          |                              | 5:19         |
| 6.                  | «Spiritual Void»          |                              | 5:13         |
| 7.                  | «Ghost Dance»             |                              | 1:46         |
| 8.                  | «Weight of the World»     |                              | 4:07         |
| 9.                  | «Ignorance and Innocence» |                              | 5:00         |
| 10.                 | «Undying»                 |                              | 5:25         |
| 11.                 | «Just Like You»           | Эллсворт / Верни / Каннавино | 4:13         |
| Общая длительность: | Общая длительность:       | Общая длительность:          | 51:38        |

| №   | Название  | Длительность |
| --- | --------- | ------------ |
| 12. | «Killogy» | 3:11         |

## Участники записи
- Бобби «Блиц» Эллсворт — вокал
- Д. Д. Верни — бас-гитара
- Меритт Гант — гитара
- Роб Каннавино — гитара
- Тим Маллар — ударные
- Запись — в Pyramid Sound, Итака (Нью-Йорк), США
- Продюсеры — Алекс Периэлас и Overkill
- Звукоинженеры — Роб Хантер и Алекс Периэлас
- Мастеринг — Том Койн на Hit Factory

## Чарты
| Чарт (1993)               | Высшая позиция |
| ------------------------- | -------------- |
| Billboard Top Heatseekers | 3              |
| U.S. Billboard 200        | 122            |